# هارون فلاهافان
هارون فلاهافان (بالإنجليزية: Aaron Flahavan)‏ هو لاعب كرة قدم بريطاني في مركز حراسة المرمى، ولد في 15 ديسمبر 1975 في ساوثهامبتون في المملكة المتحدة، وتوفي في 5 أغسطس 2001 في بورنموث في المملكة المتحدة بسبب حادث مرور. لعب مع نادي بورتسموث.

## وصلات خارجية
- هارون فلاهافان على موقع قاعدة بيانات كرة القدم.إي يو (الإنجليزية)
- هارون فلاهافان على موقع Soccerbase.com (لاعب) (الإنجليزية)